# Ahar-Banascultuur
De Ahar-Banascultuur was tussen 2500-1500 v.Chr. een archeologische cultuur rond de rivieren Ahar, Banas en Berach in het zuidoosten van het huidige Rajasthan.  De cultuur waaierde uit tot Kayatha en Malwa in het zuidoosten.
Van de ruim honderd nederzettingen zijn er vijf opgegraven, Ahar, Gilund, Balathal, Ojiyana en Marmi. Typisch voor deze cultuur is grof zwart-en-rood aardewerk met eenvoudige witte beschilderingen. Daarnaast is er onder meer rood slibaardewerk en grijs aardewerk gevonden. Opmerkelijk voor Centraal-India zijn de vondsten van terracotta's van mensen en stieren.
In Ahar zijn twee periodes opgegraven, periode I in de kopersteentijd, de Aharcultuur, en periode II in de vroege historische tijd. De gekalibreerde datering voor periode I van Ahar is vanaf 2500 v.Chr. voor Ia, vanaf 2100 v.Chr. voor Ib en vanaf 1900 v.Chr. tot 1500 v.Chr. voor Ic. Er was een breuk met periode II die rond 1000 v.Chr begon. Voor periode I zijn vijftien bouwfases onderscheiden met leemhutten. Naast microlieten zijn er veel koperen artefacten gevonden, waaronder vlakbijlen, ringen, armbanden, kohlstaafjes, dunne platen koper, koperdraad en -buis. Een vuurplaats met koperslak wordt als aanwijzing gezien dat de koperverwerking lokaal gebeurde. In periode Ib zijn enkele ijzeren voorwerpen gevonden en in periode Ic redelijk veel, waarmee dit mogelijk een van de vroegste ijzervondsten van India is.
In Gilund werd een vergelijkbare nederzetting gevonden, met hier ook muren van leemsteen en baksteen. Het lijkt erop dat zich hier een groot complex bevond, maar door beperkte opgravingen is dit onduidelijk.
Voorlopige dateringen voor Balathal liggen tussen 2350-1600 v.Chr. en hier zijn de overblijfselen van een lemen weermuur gevonden van zo'n vijf meter breed rond een gebied van 500 m². Enkele huizen hadden meerdere kamers. Naast zwart-en-rood aardewerk is hier ook onder meer rood en vaalgeel aardewerk gevonden, zowel fijn als grof. Koperen werktuigen die hier gevonden zijn, zijn onder meer hakmessen, messen, scheermessen, beitels en pijlpunten met weerhaken en tanden. Kralen van carneool en lapis lazuli en glanzend rood aardewerk naar de stijl van Rangpur suggereren contact met de Harappabeschaving in Gujarat. In Kayatha is er aan het einde van de Ahar-fase een brandlaag.
Er werd rijst gecultiveerd en mogelijk ook gierst. In Balathal zijn ook tarwe, gerst, peulvruchten, linzen, gewone erwt, jujube en oliehoudende zaden gevonden. Ook werd er aan veeteelt en visserij gedaan. Er zijn weinig menselijke resten teruggevonden, zodat de begrafenisrituelen onbekend zijn.

## Toelichtende noten
1. ↑  Cultivatie is een vroege stap in de domesticatie van planten en kon de aanzet tot landbouw zijn